# Kwawkwawapilt Indian Reserve 6
Kwawkwawapilt Indian Reserve 6 är ett reservat i Kanada.   Det ligger i provinsen British Columbia, i den södra delen av landet, 3 500 km väster om huvudstaden Ottawa. Kwawkwawapilt Indian Reserve 6 ligger vid sjön Coco-oppelo Slough.
I omgivningarna runt Kwawkwawapilt Indian Reserve 6 växer i huvudsak barrskog. Runt Kwawkwawapilt Indian Reserve 6 är det ganska tätbefolkat, med 248 invånare per kvadratkilometer.